# Ваншейдт, Алексей Александрович
Алексей Александрович Ваншейдт (8 января 1888, Батум — 1966) — советский учёный в области органической химии и высокомолекулярных соединений, лауреат Сталинской премии.

## Биография
Родился 8 января 1888 г. в Батуми. В 1910 г. окончил химическое отделение Петербургского университета, ученик академика А. Е. Фаворского.
До 1930 г. преподавал в должности доцента в Первом Ленинградском медицинском институте.
С 1931 г. профессор кафедры химической технологии пластических масс Ленинградского технологического института им. Ленсовета.
Начальник лаборатории процессов поликонденсации Института высокомолекулярных соединений Академии наук СССР.
Доктор химических наук (1936). Профессор. Заслуженный деятель науки и техники РСФСР. Лауреат Сталинской премии 1952 года (первой степени) — за разработку и внедрение нового метода получения спирта.
Награждён орденом Ленина (1953).
Похоронен в Ленинграде на Зеленогорском кладбище.

## Семья
Брат Всеволода Александровича Ваншейдта (1890—1982) — учёного в области дизелестроения.